# 六原車站
六原車站（日语：／ Rokuhara eki */?）是一由東日本旅客鐵道（JR東日本）與日本貨物鐵道（JR貨物）所共用的鐵路車站，位於日本岩手縣膽澤郡金崎町（金ケ崎町）大字三尻（三ヶ尻）字丹藏堰。六原是JR東日本東北本線沿線的一個小車站，屬於JR東日本盛岡支社的管轄範圍內，是個由北上車站管理，委託由JR東日本子公司Jaster（ジャスター）代為經營的業務委託車站。
除了客運業務外，JR貨物在六原車站站區內也設貨櫃裝卸場，用以裝卸由專用線或車攜貨運（車扱貨物）運來的貨櫃。其中專用線的部分，六原車站內有一條通往北上高科技製紙（北上ハイテクペーパー，原三菱製紙北上工廠）、長約0.8公里的專用線，主要是用以將紙製品運往外地，或自酒田港車站將液態氯運往造紙廠。至於在六原車站停靠的貨物列車，則包括有自陸前山王發車、駛往八戶貨運車站的臨時專用貨物列車，會在六原停車進行車廂的解連。

## 車站結構
側式月台1面1線與島式月台1面2線，合計2面3線的地面車站。

### 月台配置
| 月台 | 路線      | 方向         | 目的地           |              |
| ---- | --------- | ------------ | ---------------- | ------------ |
| 1    | ■東北本線 | 下行         | 北上、盛岡方向   |              |
| 2    | ■東北本線 | （預留月台） | （預留月台）     | （預留月台） |
| 3    | ■東北本線 | 上行         | 水澤、一之關方向 |              |

※2號月台截至2014年1月為止沒有定期旅客列車使用。

## 相鄰車站
東日本旅客鐵道
■東北本線
□快速「阿弖流為」
通過
■普通
金崎－六原－北上

## 外部連結
- （日語）六原車站（JR東日本） （页面存档备份，存于）